# Stichodactylidae
Stichodactylidae là một họ hải quỳ được mô tả vào năm 1883 bởi Angelo Andres. Họ này bao gồm hai chi là Stichodactyla và Heteractis.

## Phạm vi phân bố
Duy nhất một loài trong họ này là S. helianthus được tìm thấy ở bờ tây Đại Tây Dương, trong khi những loài còn lại được ghi nhận trên khắp khu vực Ấn Độ Dương - Thái Bình Dương (riêng H. malu có phạm vi giới hạn ở Thái Bình Dương).

## Các chi và loài
Có 2 chi và 9 loài trong họ này, bao gồm:
- Heteractis Milne-Edwards & Haime, 1851
  - Heteractis aurora (Quoy & Gaimard, 1833)
  - Heteractis crispa (Hemprich & Ehrenberg, 1834)
  - Heteractis magnifica (Quoy & Gaimard, 1833)
  - Heteractis malu (Haddon & Shackleton, 1893)
- Stichodactyla Brandt, 1835
  - Stichodactyla gigantea (Forskål, 1775)
  - Stichodactyla haddoni (Saville-Kent, 1893)
  - Stichodactyla helianthus (Ellis, 1768)
  - Stichodactyla mertensii Brandt, 1835
  - Stichodactyla tapetum (Hemprich & Ehrenberg, 1834)

## Sinh thái học
Ở hầu hết các họ hải quỳ, thân của chúng gắn chặt vào một vật rắn như cành san hô hoặc mỏm đá và thường chôn mình dưới lớp trầm tích.
Hải quỳ của họ Stichodactylidae là vật chủ bắt buộc của nhiều loại tảo đơn bào cộng sinh (zooxanthellae) và các loài giáp xác nhỏ. Ngoại trừ 2 loài là S. helianthus và S. tapetum, ba loài còn lại đều có mối quan hệ cộng sinh với cá hề và cá thia con Dascyllus trimaculatus.
Bảng dưới đây liệt kê các loài cá hề cộng sinh với từng loài hải quỳ (riêng A. thiellei chỉ là suy đoán vì không được quan sát trong tự nhiên):

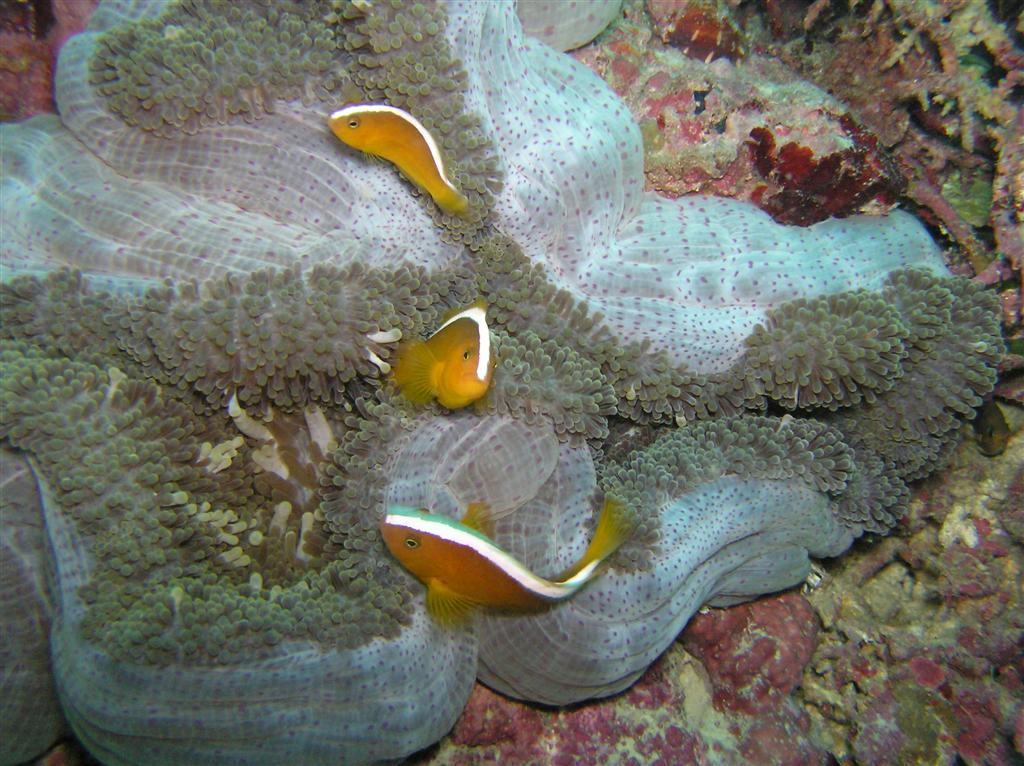
S. mertensii và Amphiprion sandaracinos

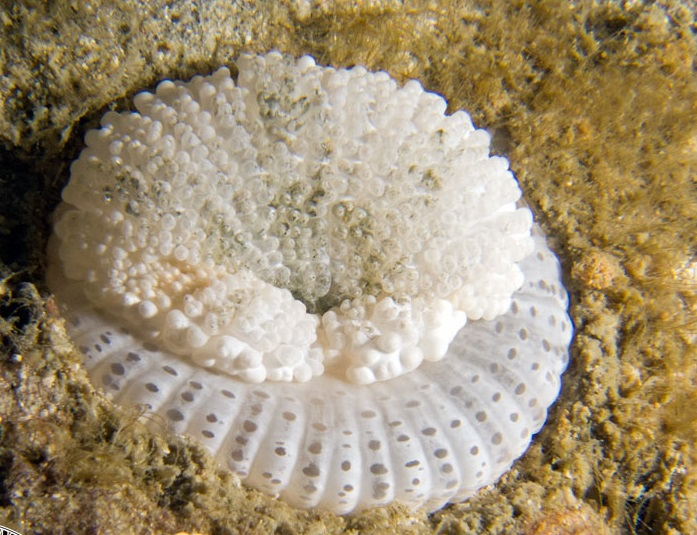
S. tapetum

|                  | H. aurora | H. crispa | H. magnifica | H. malu | S. gigantea | S. haddoni | S. mertensii |
| ---------------- | --------- | --------- | ------------ | ------- | ----------- | ---------- | ------------ |
| A. akallopisos   |           |           | x            |         |             |            | x            |
| A. akindynos     | x         | x         | x            |         | x           | x          | x            |
| A. allardi       | x         |           |              |         |             |            | x            |
| A. barberi       |           | x         |              |         |             |            |              |
| A. biaculeatus   |           |           | x            |         |             |            |              |
| A. bicinctus     | x         | x         | x            |         | x           |            | x            |
| A. chagosensis   |           |           | x            |         |             |            | x            |
| A. chrysogaster  | x         |           | x            |         |             | x          | x            |
| A. chrysopterus  | x         | x         | x            |         |             | x          | x            |
| A. clarkii       | x         | x         | x            | x       | x           | x          | x            |
| A. ephippium     |           | x         |              |         |             |            |              |
| A. frenatus      |           |           | x            |         |             |            |              |
| A. fuscocaudatus | x         |           |              |         |             | x          | x            |
| A. latezonatus   |           | x         |              |         | x           |            |              |
| A. latifasciatus |           |           |              |         |             |            | x            |
| A. mccullochi    |           |           |              |         |             |            |              |
| A. melanopus     |           | x         | x            |         |             |            |              |
| A. nigripes      |           |           | x            |         |             |            |              |
| A. ocellaris     |           |           | x            |         | x           |            | x            |
| A. omanensis     |           | x         |              |         |             | x          |              |
| A. pacificus     |           |           | x            |         |             |            |              |
| A. percula       |           | x         | x            |         | x           |            |              |
| A. perideraion   |           | x         | x            |         | x           |            |              |
| A. polymnus      |           | x         |              |         |             | x          |              |
| A. rubrocinctus  |           |           |              |         | x           |            |              |
| A. sandaracinos  |           | x         |              |         |             |            | x            |
| A. sebae         |           |           |              |         |             | x          |              |
| A. tricinctus    | x         | x         |              |         |             | x          | x            |
| "A. leucokranos" |           | x         | x            |         |             |            | x            |
| "A. thiellei"    |           | (x)       |              |         |             |            | (x)          |

## Độc tố và tác dụng sinh, dược học
Nọc độc của hải quỳ có thể ảnh hưởng nghiêm trọng đến tính mạng con người nếu tiếp xúc với chúng, như sốc phản vệ hay suy gan. Tuy vậy, thành phần độc tố của hải quỳ lại có nhiều ứng dụng trong sinh học và y học, như chiết xuất từ H. malu có tác dụng ức chế đáng kể các tế bào A549 (gây ung thư phổi), tế bào A431 (gây ung thư da) và tế bào T47D (gây ung thư vú), hay chiết xuất từ hải quỳ H. magnifica và H. aurora có thể tạo ra hợp chất chống hà.